# Acanthaspidia namibia
Acanthaspidia namibia is een pissebed uit de familie Acanthaspidiidae. De wetenschappelijke naam van de soort is voor het eerst geldig gepubliceerd in 2001 door Brandt.